# Daniel Briceño Jalabert
Daniel Antonio Briceño Jalabert (Curicó, Chile, 2 de marzo de 1982) es un exfutbolista chileno que jugaba como volante.

## Trayectoria
La carrera del Abuelo Briceño, como lo apodaron cuando hizo las divisiones inferiores en la Universidad de Chile, está llena de éxitos y alegrías deportivas. La primera ocurrió en el torneo de Tercera División 2004, en el cual resulta campeón y ascendiendo a Primera B vistiendo la camiseta de Ñublense, en una infartante definición contra Curicó Unido. Justamente es el club curicano su próximo destino, al año siguiente. En Curicó Unido fue pieza fundamental de la obtención del título de la Tercera División 2005, como pieza clave en el mediocampo y anotando algunos goles también. Se queda una temporada más en el club jugando en la Primera B y en 2007 estuvo todo el año sin jugar profesionalmente, probándose en distintos clubes pero sin buena suerte. Regresa a Curicó Unido y vuelve a levantar una copa, la de Primera B 2008, que significó el primer ascenso de la institución a Primera División. Continua en los albirrojos el primer semestre, mientras que el segundo lo hace con Unión San Felipe.
Esa segunda mitad del 2009 fue realmente perfecta, primero con el título de la Primera B en octubre y luego con la obtención de la Copa Chile 2009, tras derrotar en la final a Deportes Iquique en el Estadio Regional Chiledeportes de Valparaíso, el 15 de noviembre de aquel año. Además, en aquella final, Briceño anotó el tercer y último gol de jornada, a los 92 minutos de partido.
Al año siguiente recae en Unión La Calera, en donde nuevamente logra un ascenso de categoría, al quedar segundos en la tabla de la Fase Final, detrás de Deportes Iquique, ambos promovidos directamente a la Primera División de la siguiente temporada. Lo mismo le ocurrió en su nuevo equipo para el año 2011, San Marcos de Arica, esta vez por partida doble, ya que los ariqueños ganan la Primera B 2012, suben a Primera División, regresan a Segunda en el Torneo Transición 2013 y vuelven a finalizar primeros en la tabla general de la Primera B 2013-14, ambos logros al mando de Luis Marcoleta, mismo entrenador con el que "el Abuelo" consigue los títulos de 2004 con Ñublense y 2008 con Curicó, por lo que retornan a la máxima categoría del fútbol chileno. El paso de Briceño en Los Bravos del Morro finalizó a principios de 2015, cuando el nuevo técnico del equipo, Fernando Vergara decidió prescindir del volante.
Luego ficharía nuevamente en Ñublense, pero esta vez sin éxito por el descenso a Primera B finalizado el torneo de Clausura 2015. Posterior al año y medio en el club chillanejo, su nuevo destino sería Lota Schwager de la Segunda División Profesional.

Con el equipo carbonífero viviría el drama. A principios del 2017, la ANFP sentenció el descenso de Lota a la Tercera División A, finalizado el campeonato de Segunda División Profesional 2016-17 que se encontraba en marcha, debido a los serios problemas económicos que afectaban al club, y al no poder pagar los sueldos de los jugadores en tres meses consecutivos (septiembre, noviembre y diciembre de 2016). A causa de esto, el jugador tuvo que comenzar a trabajar como conductor de Uber en Chillán, para ganar un poco de dinero y así mantener a su familia, a la espera de lo que ocurra con su equipo y su carrera en el fútbol.

## Clubes
| Club                | País  | Año       |
| ------------------- | ----- | --------- |
| Constitución Unido  | Chile | 2002      |
| Trasandino          | Chile | 2003      |
| Ñublense            | Chile | 2004      |
| Curicó Unido        | Chile | 2005-2006 |
| Curicó Unido        | Chile | 2008-2009 |
| Unión San Felipe    | Chile | 2009-2010 |
| Unión La Calera     | Chile | 2010      |
| San Marcos de Arica | Chile | 2011-2014 |
| Ñublense            | Chile | 2015-2016 |
| Lota Schwager       | Chile | 2016      |

## Palmarés

### Campeonatos nacionales
| Título           | Club                | País  | Año     |
| ---------------- | ------------------- | ----- | ------- |
| Tercera División | Ñublense            | Chile | 2004    |
| Tercera División | Curicó Unido        | Chile | 2005    |
| Primera B        | Curicó Unido        | Chile | 2008    |
| Primera B        | Unión San Felipe    | Chile | 2009    |
| Copa Chile       | Unión San Felipe    | Chile | 2009    |
| Primera B        | San Marcos de Arica | Chile | 2012    |
| Primera B        | San Marcos de Arica | Chile | 2013-14 |